# Rascló de Bogotà
El rascló de Bogotà (Rallus semiplumbeus) és una espècie d'ocell de la família dels ràl·lids (Rallidae) que habita aiguamolls i pantans del vessant oriental dels Andes, a Colòmbia.